# Demonologie

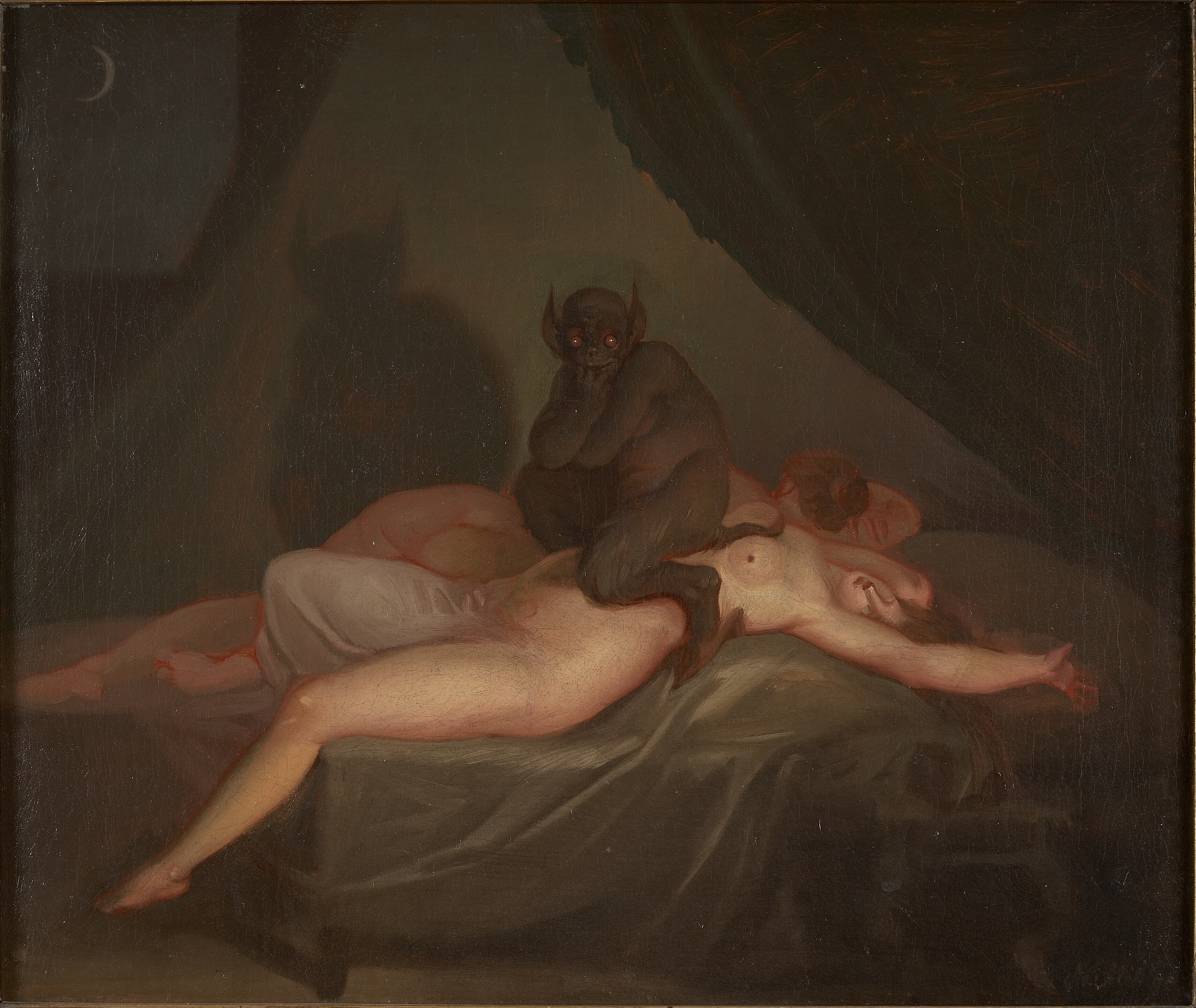
„Coşmarul”, 1800, de Nikolaj Abraham Abildgaard

Demonologia este studiul sistematic al demonilor sau al credințelor despre demoni. În măsura în care este vorba de exegeză, demonologia este o ramură a teologiei Ortodoxe.  Demonologia este ramura teologiei cu privire la ființele supranaturale care nu sunt zei.   Se ocupă atât cu ființele binevoitoare care nu au niciun cerc de credincioși sau limitate astfel încât nu ating rangul de zei, și cu ființele răuvoitoare de toate tipurile. Sensul original al cuvântului demon, din timpurile lui Homer era binevoitor;, dar în limba română modernă denumirea are mai mult conotații de rea-voință. 
Cuvântul demonologie este din greacă δαίμων, daimōn, "demon"; și -λογία, -logia.

## Literatură
- Otto Böcher, Gunther Wanke, Günter Stemberger, Georges Tavard: Art. Dämonen. I. Religionsgeschichtlich. II. Altes Testament. III. Judentum. IV. Neues Testament. V. Kirchengeschichtlich. În: Theologische Realenzyklopädie 8 (1981), S. 270–300
- Otto Böcher: Dämonenfurcht und Dämonenabwehr, Ein Beitrag zur Vorgeschichte der christlichen Taufe, Beiträge zur Wissesnschaft vom AT und NT, 5. F., H. 10, Stuttgart 1. A. 1970.
- F. E. Brenk: In the Light of the Moon, Demonology in the Early Imperial Period, în: ANRW II 16,3,(1986), 2068-2145; Index in Bd. II 36, 1283-1299.
- Stuart Clark: Thinking with Demons: The Idea of Witchcraft in Early Modern Europe, Clarendon, Oxford 1997, ISBN 0198200013.
- Stuart Clark: Demonology, în: Bengt Ankarloo, Stuart Clark (Hgg.): The Period of the Witch Trials, The Athlone History of Witchcraft and Magic in Europe Bd. 4, Athlone and University of Pennsylvania Press, London-Philadelphia 2002, ISBN 0485891042, S. 122–146.
- Stuart Clark: Art. Demonology, în: Richard M. Golden (Hg.): Encyclopedia of Witchcraft, The Western Tradition, Bd. 1 (A-D), ABC-CLIO, Santa Barbara, California 2006, ISBN 9781576072431, S. 259-263.
- Walter Kirchschläger, Leo Scheffczyk, Christoph Daxelmüller, Dieter Harmening: Art. Dämon, I. Begriffsgeschichtlich. II. Religionsgeschichtlich. III. Altes Testament - Judentum - Neues Testament. (Kirchschläger), IV. Historisch-theologisch. (Scheffczyk) VI. Kulturhistorisch. (Daxelmüller) VII. Kunsthistorisch. VIII. Religionspädagogisch (Harmening), in: LThK, Bd. 3 (1995), 1-6.
- Emil Brunner: Die christliche Lehre von Schöpfung und Erlösung, în: Ders.: Dogmatik, Bd. 2, Zürich 1950, S. 153-172
- C. Colpe / J. Maier / J. Vrugt-Lentz / C. Zintzen: Art. Geister [Dämonen], în: RAC 9 (1976), 546-797.
- Dieter Harmening: Art. Dämonologie, în: Wörterbuch des Aberglaubens,  Reclam, Stuttgart 2005, ISBN 3-15-010553-6.
- Patrick Hersperger: Kirche, Magie und ‚Aberglaube‘. Superstitio in der Kanonistik des 12. und 13. Jahrhunderts. Forschungen zur kirchlichen Rechtsgeschichte und zum Kirchenrecht, Bd. 31. Böhlau Verlag Köln 2010. ISBN 978-3-412-20397-9.
- Brian P. Levack (Hg.): The Literature of Witchcraft, Articles on Witchcraft, Magic and Demonology Bd. 4, Garland, New York-London 1992, ISBN 0815310269.
- Armando Maggi: Satan’s Rhetoric: A Study of Renaissance Demonology, University of Chicago Press, Chicago-London 2001, ISBN 0226501329.
- Jonathan Pearl: The Crime of Crimes, Demonology and Politics in France, 1560–1620, Waterloo, Wilfrid Laurier University Press, Ontario 1999, ISBN 0889202966.
- A. Sand / Christoph Daxelmüller / L. Hödl / H.M. Biedermann / R. Manselli / J. Maier / F. Meier / D. Kocks / K. Wessel / K. Onasch: Art. Dämonen, Dämonologie, A. Altes und Neues Testament (Sand), B. Lateinisches Mittelalter, I. Allgemeiner Überblick, II. Populäre Dämonologie und Dämonenglaube (Daxelmüller), III. Scholastische Dämonologie (Hödl), C. Ostkirche (Biedermann), D. Häresien (Manselli), E. Mittelalterliches Judentum (Maier), F. Islam (Meier), G. Ikonographie, I. Westen (Kocks), II. Byzanz (Wessel), III. Altrussland (Onasch), în: Lexikon des Mittelalters Bd. 3, 476-487.
- Walter Stephens: Demon Lovers: Witchcraft, Sex, and the Crisis of Belief, University of Chicago Press, Chicago and London 2002.
- A. Valensin / P. Messiaen / A. Beguin u.a.: Satan, în: Etudes carmelitaines 27 (1948), 521-666
- Eckhard Unger: Neue Erkenntnisse über die Dämonologie aus den Altmesopotamischen Spiegelbildern mit Keilschriftkommentaren, in: Tagung für Allgemeine Religionsgeschichte 1963, S. 105ff.